# Université d'État du Kouban
L'université d'État du Kouban est un établissement d'enseignement supérieur de Russie situé à Krasnodar, dans le Kouban. Cette université a été fondée le 5 septembre 1920, sous le nom d'Institut d'enseignement populaire, puis d'Institut pédagogique supérieur du Kouban. Elle a pris son nom actuel le 18 février 1970, après d'autres changements de nom. Son recteur est M. Mikhaïl Astapov.

## Facultés
- Institut d'enseignement professionnel débutant et moyen
- Faculté de mathématiques et de sciences informatiques
- Faculté physico-technique
- Faculté de chimie et de haute technologie
- Faculté de biologie
- Faculté de géographie
- Faculté de technologie informatique et de sciences appliquées
- Faculté d'économie
- Faculté de droit
- Faculté d'administration et de psychologie
- Faculté d'histoire, de sociologie et de relations internationales
- Faculté de philologie
- Faculté de philologie romano-germanique
- Faculté d'art et de graphisme
- Faculté d'architecture et de design
- Faculté de journalisme
- Faculté de pédagogie, de psychologie et de communication